# 弁護士試験
弁護士試験（べんごししけん）は、1893年（明治26年）より1922年（大正11年）まで行われていた、弁護士資格取得のための試験である。1892年以前は「代言人試験」として行われ、1923年以降は「高等試験（高等文官試験）司法科」として、判事・検事と同一の資格試験に統一された。弁護士資格は弁護士試験合格者の他、判事検事資格保有者、帝国大学法科大学卒業生や判事検事登用試験に合格し司法官試補の資格を取得した者にも無試験で与えられていた。一方で三年間弁護士であった者は、判事又は検事に任命することができた（裁判所構成法第65条第1項）が、法曹資格は司法官と弁護士の二元制度であった。

## 概要
1890年、治罪法が廃止され、弁護士に関する規定の入った刑事訴訟法（明治23年10月法律第96号）が公布される際、司法省は「弁護士の扱う事務」については当面は代言人が取扱うことと規定（明治23年10月司法省訓令第4号）。
この代言人については1893年3月3日公布の弁護士法により、公布日から60日以内に弁護士名簿への登録申請をすることで試験を経ずに弁護士になることができ、各地方裁判所内の弁護士会への登録を条件に職務を行うことが認められた。
新たな弁護士試験は弁護士試験規則（1893年（明治26年）司法省令第9号）に基づいて行われることとなり、第1回目は1893年9月12日、各控訴院で試験（同年5月25日官報告知）。合格すれば弁護士試補等の修習を経ることなく弁護士として開業することが可能であった。
- 受験資格　学歴不要
- 試験期日　年1回（9月又は10月実施）
- 試験科目
予備試験（1905年（明治38年）以降実施）  論文試験[2]
筆記試験　民法、商法、刑法、民事訴訟法、刑事訴訟法
口述試験　上記5科目中3科目
- 試験場
筆記試験　各控訴院（1903年（明治36年）以降司法省にて実施）
口述試験　司法省

30回に及ぶ試験の合格者数は合計2,905人であるが、最終回となる1922年（大正11年）の試験での合格者が1,104人と極めて多かった。その前年の合格者（370人）を含めれば、合格者の約半数が最後の2年間での合格者である。
試験は大変な難関であり、1897年（明治30年）から1908年（明治41年）までの平均で、出願者749名に対し、合格者39名、合格率5.2％であった。
ただし、1877年の「民事裁判上勅奏任官華族喚問方」（明治10年10月司法省丁第81号達）により勅任官・奏任官や華族に対しては民事裁判への出頭を求めることができなかった。また、1890年に公布されていた旧民法（明治23年法律第28号及び第98号）は、民法典論争を経て施行されないまま廃止され、1896年には別の民法が施行されることとなった。
1923年（大正12年）現在での弁護士数は5,266人であるが、それに対して弁護士試験合格者は累計で2,905人である。判事・検事の司法官退任後弁護士となる者がいた他、弁護士資格は、帝国大学法科大学卒業生や司法官試補の資格をもつ者に対しても無試験で与えられていたため、「判事検事登用試験」に合格し、司法官試補となった後、弁護士資格を取得して退官し、弁護士となる者もいた。
帝国大学法科大学卒業生については、司法官試補についても無試験での任官が認められていたが、こうした帝大特権に対する批判や、日本弁護士協会による法曹一元化の主張を受け、弁護士試験と判事検事登用試験は高等試験（高等文官試験）司法科に統一され、法曹資格の一元化が図られると共に、帝大特権も廃止された。

## 代言人試験（弁護士試験前史）
弁護士試験は、「弁護士」資格が「代言人」資格に替わって導入されたことに伴い開始された試験である。
「代言人」は、1872年（明治5年）の司法職務定制により導入されたが、資格試験が導入されたのは「代言人」が免許制となった1876年（明治9年）の「代言人規則」によってである。しかし、この当時の「検査」は、ごく簡単なものであり、出願者の多くが合格するものであった。
1880年（明治13年）、刑法・治罪法の公布を受けて試験内容は整備され、民事・刑事に関する法律、訴訟の手続、裁判に関する規則が試験内容となった。これ以降、試験は格段に難化し、合格率は５％程度まで低下した。1880年（明治13年）の試験内容の変更前の代言人試験合格者は合計972名、変更後明治25年までの代言人試験合格者は1,112名である。これらの代言人は、弁護士制度導入に伴い、申請により弁護士資格が認められた。

## 私立法律学校
代言人試験・弁護士試験の他、「判事検事登用試験」を含めた法曹資格取得のため、多くの私立法律学校が明治10年代から20年代にかけて創設されたが、これらの私立法律学校（明治法律学校、和仏法律学校、東京法学院、東京専門学校、専修学校、日本法律学校等）は、近代日本の私立大学の主要な源となっている。

## 52号試験
高等試験（高等文官試験）では、高等学校卒業者以外については予備試験（論文・外国語）を課している他、中学校卒業者以外については、予備試験の他、中学校卒業と同等の試験合格が受験資格として必要となった。それまでの弁護士試験が、受験資格として学歴を一切必要としていなかったことから、従前の弁護士試験受験者の救済のため、「司法官試補及弁護士ノ資格ニ関スル法律」（大正12年法律第52号）により、従前の弁護士試験受験者を対象に高等試験司法科に準拠した試験が行われ、合格者には弁護士資格が与えられた。この、いわゆる52号試験は1941年（昭和16年）まで実施され、合計1,067名の合格者を輩出している。

## 主な試験合格者
- 利光鶴松 - 1887年（明治20年）合格（代言人試験）　明治法律学校卒
- 花井卓蔵 - 1890年（明治23年）合格（代言人試験）　英吉利法律学校卒
- 森田茂 - 1892年（明治25年）合格（代言人試験）　明治法律学校卒
- 横田千之助 - 1892年（明治25年）合格（代言人試験）　東京法学院卒
- 佐柳藤太 - 1894年（明治27年）合格　東京法学院卒
- 斎藤隆夫 - 1895年（明治28年）合格　東京専門学校行政科卒
- 原夫次郎 - 1899年（明治32年）合格　和仏法律学校卒
- 君野順三 - 1902年（明治35年）合格  東京法学院卒
- 竹内賀久治 - 1911年（明治44年）合格　和仏法律学校卒
- 上村進 - 1915年（大正 5年）合格　早稲田大学専門部法律科、中央大学卒
- 佐竹晴記 - 中央大学法科卒
- 花村四郎 - 1919年（大正 8年）合格  日本大学法科卒
- 高橋英吉 - 1920年（大正 9年）合格  日本大学法科卒
- 上田保 - 1921年（大正10年）合格
- 菊地養之輔 - 1921年（大正10年）合格  中央大学法科卒
- 永田菊四郎 - 1921年（大正10年）合格  日本大学専門部法律学科卒
- 楢橋渡 - 1923年（大正12年）合格　独学
- 小沢佐重喜 - 1923年（大正12年）合格  日本大学法学部卒